# Carolin Schmitz
Carolin Schmitz (* 1967 in Wiesbaden) ist eine deutsche Regisseurin und Drehbuchautorin.

## Leben und Werk
Carolin Schmitz absolvierte nach dem Abitur eine Ausbildung als Buchhändlerin. Von 1997 bis 2002 studierte sie an der Kunsthochschule für Medien in Köln. Ihr dokumentarischer Kurzfilm Benidorm über den spanischen Urlaubsort Benidorm erhielt 2006 den Deutschen Kurzfilmpreis in Gold für Dokumentarfilme. Schmitz hat zwei stilistisch ungewöhnliche Dokumentarfilme fürs Kino gemacht. Porträts anonymer Alkoholiker zeigt die Trinkgewohnheiten sechs anonymer Alkoholiker, ihr "gelingen Trinkerporträts, wie man sie so noch nicht 'gesehen' hat" schrieb die epd-film. In Schönheit zeigt Schmitz mit aller Nüchternheit Menschen, die Erfahrungen mit Schönheitsoperationen haben.
2003 war Carolin Schmitz Gründungsmitglied des Dokumentarfilm Filmfrauen Netzwerks LaDOC. Sie lebt und arbeitet in Köln.

## Filmografie (Auswahl)
- 1999: 4 Min 3 Sec (Kurzfilm)
- 2000: Ganz schön (Kurzfilm)
- 2001: Sitzend überleben (Dokumentarfilm)
- 2002: Paralleluniversen (Dokumentarfilm)
- 2006: Benidorm (Dokumentarfilm)
- 2010: Porträts deutscher Alkoholiker (Dokumentarfilm)
- 2011: Schönheit (Dokumentarfilm)
- 2022: Mutter

## Auszeichnungen
- 2000 Zweiter Preis Oberhausener Kurzfilmtage für 4 Min 3 Sec
- 2004 Förderpreis des Landes Nordrhein-Westfalen für junge Künstlerinnen und Künstler
- 2006 Deutscher Kurzfilmpreis in Gold für Dokumentarfilme für Benidorm
- 2010 Lobende Erwähnung, Dialogue en perspective, Internationale Filmfestspiele Berlin für Porträts deutscher Alkoholiker